# Qasr al-ʿAlam
Der Qasr al-ʿAlam (arabisch قصر العلم, DMG qaṣr al-ʿalam ‚Flaggen-Palast‘), auch Qasr al-ʿAlam al-ʿĀmir („der blühende Flaggen-Palast“), ist ein königlicher Palast in Maskat im Sultanat Oman. Der Palast wurde Anfang der 1970er Jahre im Auftrag von Sultan Qabus durch eine indische Baufirma errichtet. Heute dient der al-Alam-Palast ausschließlich repräsentativen Zwecken, wie beispielsweise dem Empfang von Staatsgästen oder der jährlichen Tea Party zum Nationalfeiertag. Wenn sich der Sultan in der Hauptstadtregion aufhält, bewohnt er seinen nahegelegenen Wohnpalast Bait al-Barakah in Sib.:29 Der Palast ist umrahmt von den Festungen Mirani und Jalali, die im 16. Jahrhundert von den Portugiesen errichtet worden sind.

## Baugeschichte
Der Palast Bayt al-Alam war der Vorgängerbau des Qasr al-Alam. Der Bayt al-Alam wurde von Sultan Said (1791–1856) errichtet. Der genaue Bauzeitraum ist unbekannt. Besucher berichteten sowohl 1814 als auch 1824, dass der Palast noch nicht fertiggestellt gewesen sei. In der ersten Hälfte der 1890er Jahre wurde der Palast renoviert. 1895 wurde Bayt al-Alam von Aufständischen besetzt und verwüstet. Sultan Faisal hatte allerdings keine ausreichenden Mittel, um ihn wieder in Stand zu setzen. Nach dem Zweiten Weltkrieg verlagerte Sultan Said seinen Regierungssitz ins klimatisch günstiger gelegene Salala, um sich dem Einfluss der Protektoratsmacht Großbritannien räumlich zu entziehen. Nach 1958 ist kein Besuch des Sultans im Bayt al-Alam belegt. Der Palast wurde eingemottet und keiner durfte ihn betreten. In dieser Zeit verfiel der Palast zusehends. Zum Zeitpunkt der Machtergreifung von Sultan Qabus im Juli 1970 bestand der Bayt al-Alam Palast aus vier Teilen (Aufzählung von Ost nach West): al-Harim (der Harem), der Hauptpalast, Bayt al-Barzah (barzah bedeutet so viel wie Vestibül oder Empfangshalle, in der der Sultan seine offiziellen Versammlungen (Madschlis) abhielt beziehungsweise seinen Untertanen Audienz gewährte) sowie ein weiterer Flügel, der nach der Ankunft von Sultan Qabus in Maskat als Regierungsstelle hergerichtet wurde.:87 f.
1970 begannen die Abbrucharbeiten am Bayt-al-Alam-Palast. Er wurde 1972 durch den im anglo-indischen Stil gehalten Qasr al-Alam ersetzt. Hierfür wurde das gesamte Hafenviertel zwischen dem Fort al-Mirani und der ehemaligen britischen Botschaft abgerissen und in die Palastanlage integriert. Außerdem wurde Mitte der 1970er Jahre das von indischen Händlern bewohnte Viertel al-Banyan dem Erdboden gleichgemacht und ebenfalls mit in die Anlage einbezogen. Die alten Wohnhäuser, der Suq und der indische Hindutempel wurden durch moderne Verwaltungs- und Wohngebäude ersetzt. Dort hat nun auch der Diwan of the Royal Court seinen Sitz.:29 f. u. 39 f. Im Zuge einer ersten Erweiterung wurde 1974 ebenfalls das in den 1890er Jahren errichtete großbürgerliche Haus des indischen Händlers Ratansi Purshottam (1843–1904) abgetragen, das von der Größe her mit dem alten Bayt-al-Alam-Palast vergleichbar war.:81
In den folgenden Jahrzehnten wurden viele der teilweise prächtigen Wohnhäuser der indischen Händler abgetragen, um Platz für die Erweiterung des Regierungsviertels rund um den Palast zu schaffen. Auch der ehemalige Suq Dakhel musste weichen. Anfang des 21. Jahrhunderts wurden die letzten historischen Gebäude abgebrochen, um zahlreiche weitere Regierungsgebäude und Palasterweiterungen zu bauen. Zu dieser Zeit wurde auch eine repräsentative Zufahrt zum Palast errichtet. Heute ist der gesamte Bereich um den Palast herum eine autofreie Zone. Der Palast kann nicht besichtigt werden, jedoch ist das Fotografieren von außerhalb offensichtlich erlaubt.:167 f.

## Bilder

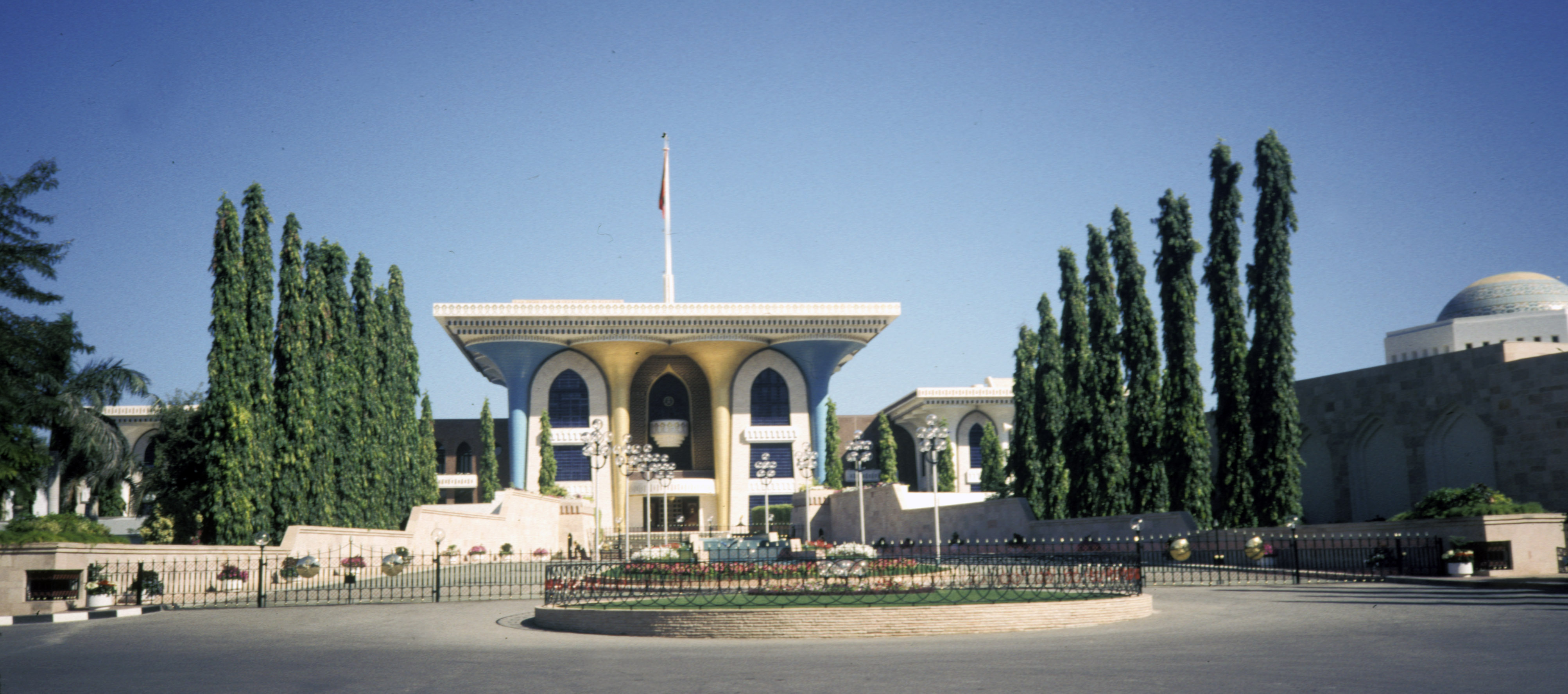
Palasteingang
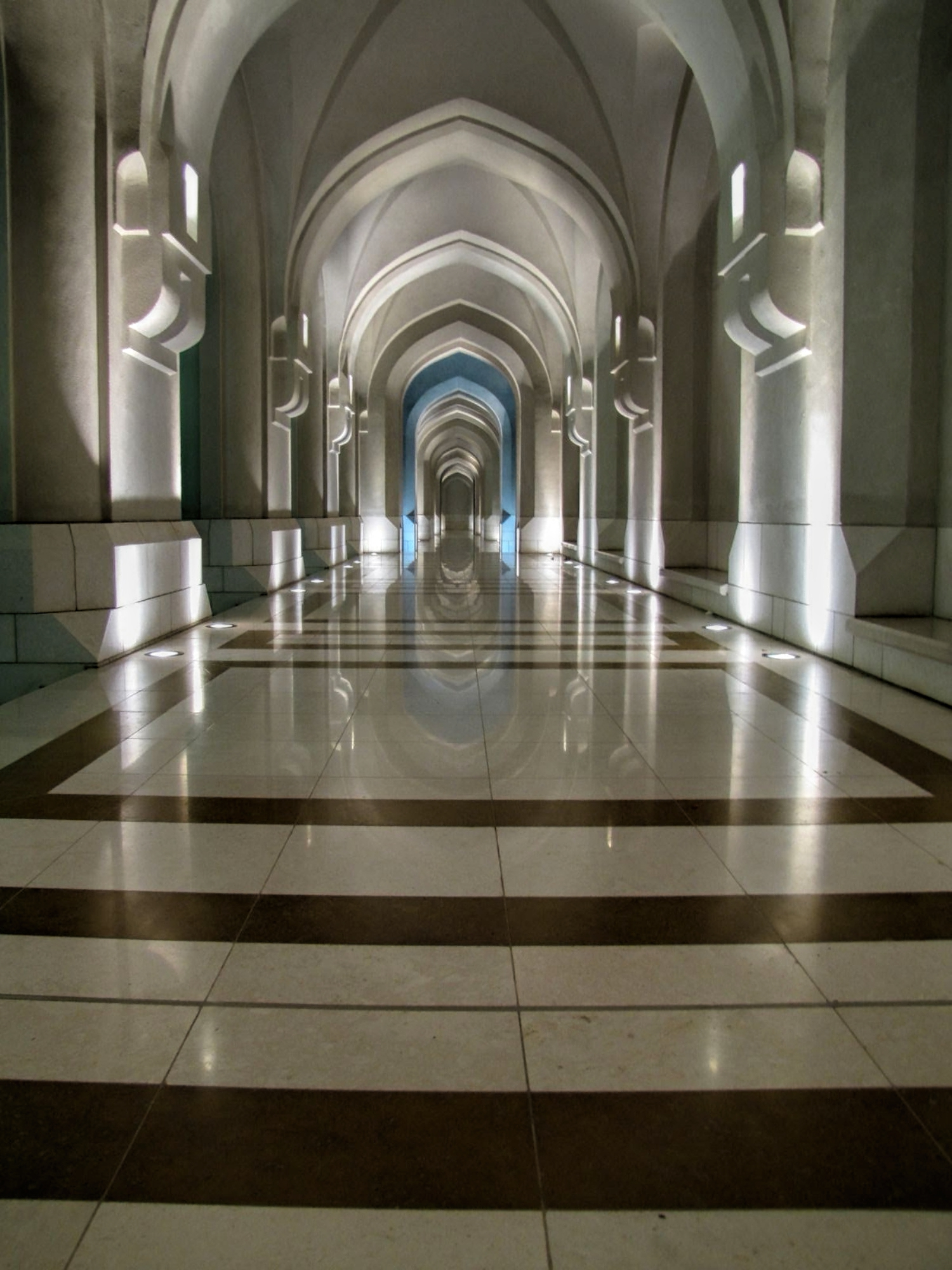
Flur im Gebäude
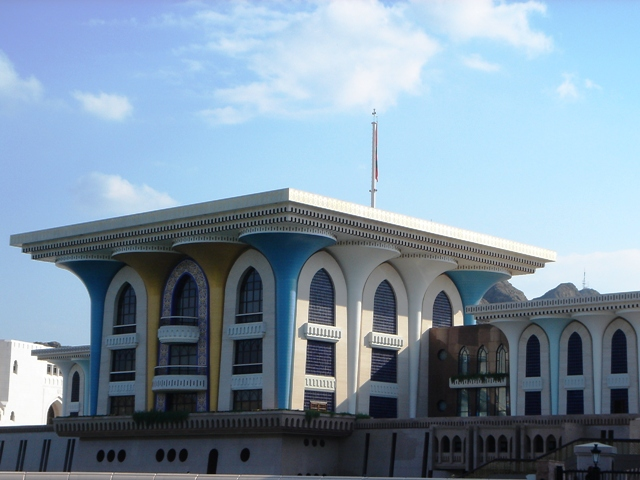
Nahansicht